# Derde Oosterparkstraat
De Derde Oosterparkstraat is een woon-winkelstraat in Amsterdam-Oost. De straat kreeg op 27 februari 1895 haar naam, daarvoor aangeduid met Derde Parkstraat. De straat is vernoemd naar het nabijgelegen Oosterpark. De straat is de zuidelijkst gelegen van de drie Oosterparkstraten en was oorspronkelijk de kortste. Echter het deel van de Eerste Oosterparkstraat dat grenst aan het park zelf kreeg in 1895 de naam van het park en werd daardoor de kortste. 

## Ligging
Net als de Tweede Oosterparkstraat begint de derde aan een kromming in de Vrolikstraat. Die kromming is het gevolg van de route van de Gooische Stoomtram, die de stad binnenkwam bij de Middenweg/Linnaeusstraat en vervolgens links af langs de Vrolikstraat kwam te rijden. Aan het eind sloeg het spoor rechtsaf om bij het Weesperpoortstation te eindigen. Om daar te kunnen komen moest er een bocht gemaakt worden die sindsdien nog steeds in het straatbeeld zichtbaar is. Na de Spoorwegwerken Oost ontstond een lege ruimte waar in de jaren vijftig de Eerste Christelijke LTS Patrimonium van Commer de Geus en Ben Ingwersen kwam te staan, later in gebruik genomen door het Cygnus Gymnasium. De Derde Oosterparkstraat begint tegenover de toegangspoort van genoemd gymnasium.
De straat kent ter hoogte van het Beukenplein een opmerkelijke kromming, zodat ze in een rechte hoek op het Beukenplein uitkomt; een gevolg van de hier van 1886 tot 1984 staande  Sint-Bonifatiuskerk.
De straat eindigt met bebouwing aan de Linnaeusstraat tussen de huizen met huisnummers 28 en 30, de voormalige Remise Linnaeusstraat (in 2018 yogacentrum) in neoclassicistische stijl). Aan de overzijde van die straat staat het voormalige Burgerziekenhuis, dat in de 21e eeuw dienst doet als hotel.
De straat zelf werd rond 1900 volgebouwd met revolutiebouw, waarbij er kleine woningen voor de naar Amsterdam getrokken arbeiders ontstonden. Hier en daar werd een schoolgebouw ingepland. De straat snijdt achtereenvolgens het Iepenplein, Beukenplein, Eikenplein en Kastanjeplein, die pleinen moesten de nauwe straten enigszins lucht geven. Ze kent maar één echte zijstraat in de Sparrenweg. De revolutiebouw zorgde ervoor dat na een eeuw dienst te hebben gedaan er flink wat woningen gesloopt moesten worden. Deze werden vervolgens vervangen door woningen die voor wat architectuur juist wel of juist niet in het straatbeeld pasten.
In 2005 kwam de Derde Oosterparkstraat negatief in het nieuws toen een vrouw door een tasjesdief werd beroofd. De jongen griste de tas van de vrouw van haar achterbank. De vrouw reed hierop achteruit en reed de tasjesdief, die op een scooter zat, dood tegen een boom.

## Gebouwen
De bebouwing is afwisselend oorspronkelijke bouw en bouw van (veel) later datum. Opmerkelijke gebouwen daarin zijn:
- een wooncomplex ontworpen door M3H Architecten, gebouwd voor Ymere op de plaats van de voormalige kraakpanden “Oranje en gele panden” aan de Derde Oosterparkstraat en Vrolikstraat;
- de zijgevel van het Elisabeth Otter-Knollhuis, met hoofdingang aan het Eikenplein 2-22; een gemeentelijk monument
- de zijgevel van het schoolgebouw Eikenplein 1-5, eveneens gemeentelijk monument
- het gemeentelijk monument Derde Oosterparkstraat 248 hoek Kastanjeplein 170-190, gemeentelijk monument
- het Leger des Heilsgebouw op huisnummer 271, voorheen een schoolgebouw stammend uit 1888/1889
- Hoek Derde Oosterparkstraat, Linnaeusstraat 30, een gemeentelijk monument

## Kunst
De volgende kunstobjecten zijn te vinden in de straat:
- de toegangspoort van het Cygnus Gymnasium met daaraan gekoppeld het mozaïek Schepping van Harry op de Laak, tevens een  rijksmonument
- het kunstwerk Rode pylonen van Hendrik Jan van Herwijnen, dat in zijn geheel op het Iepenplein staat, de zuidelijk pyloon blokkeert als het ware de doorgaande Derde Oosterparkstraat;
- het kunstwerk Hekwerk met dieren op de hoek met de Sparrenweg
- een beeldje van onbekende kunstenaar boven de ingang van huis nummer 91
- het kunstwerk Dansende beer van Merina Beekman op de gevel van nr. 159 (buurthuis)
- inpandige mozaïeken in (relatief) nieuwbouw op de nrs. 161-191
- het kunstwerk Animeertegels van Kees Aafjes op het Eikenplein
- het kunstwerk Zes betegelde zuilen van Emanuel Viegers met het Kinderkunst Linnaeusschool (huisnummer 360) daar vlakbij
- "kantwerk" van Joep Verhoeven in de gevel van Derde Oosterparkstraat 64.

## Afbeeldingen

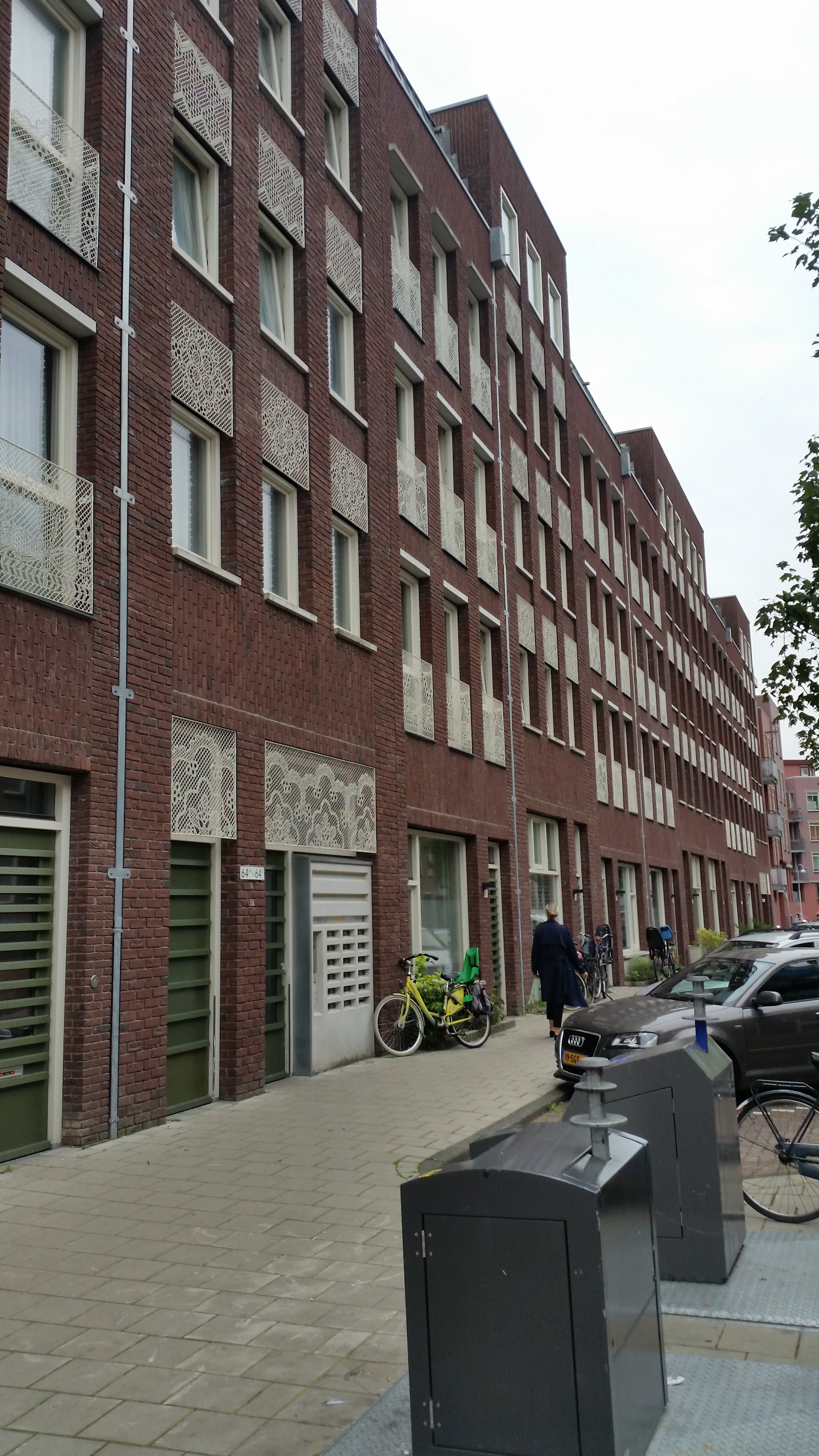
Nieuwbouw rond huisnummer 64
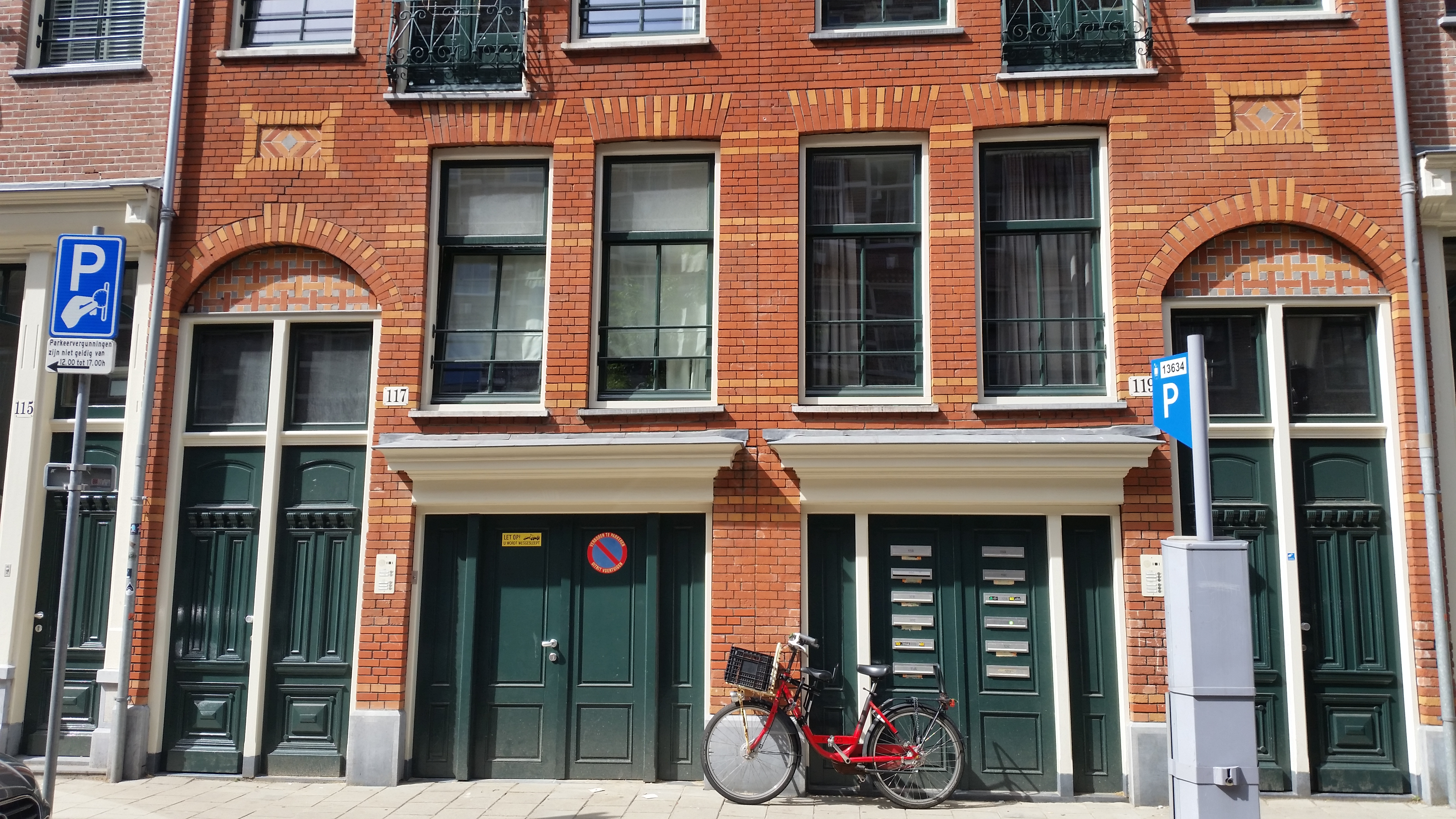
Ondergevel huisnummers 117-119
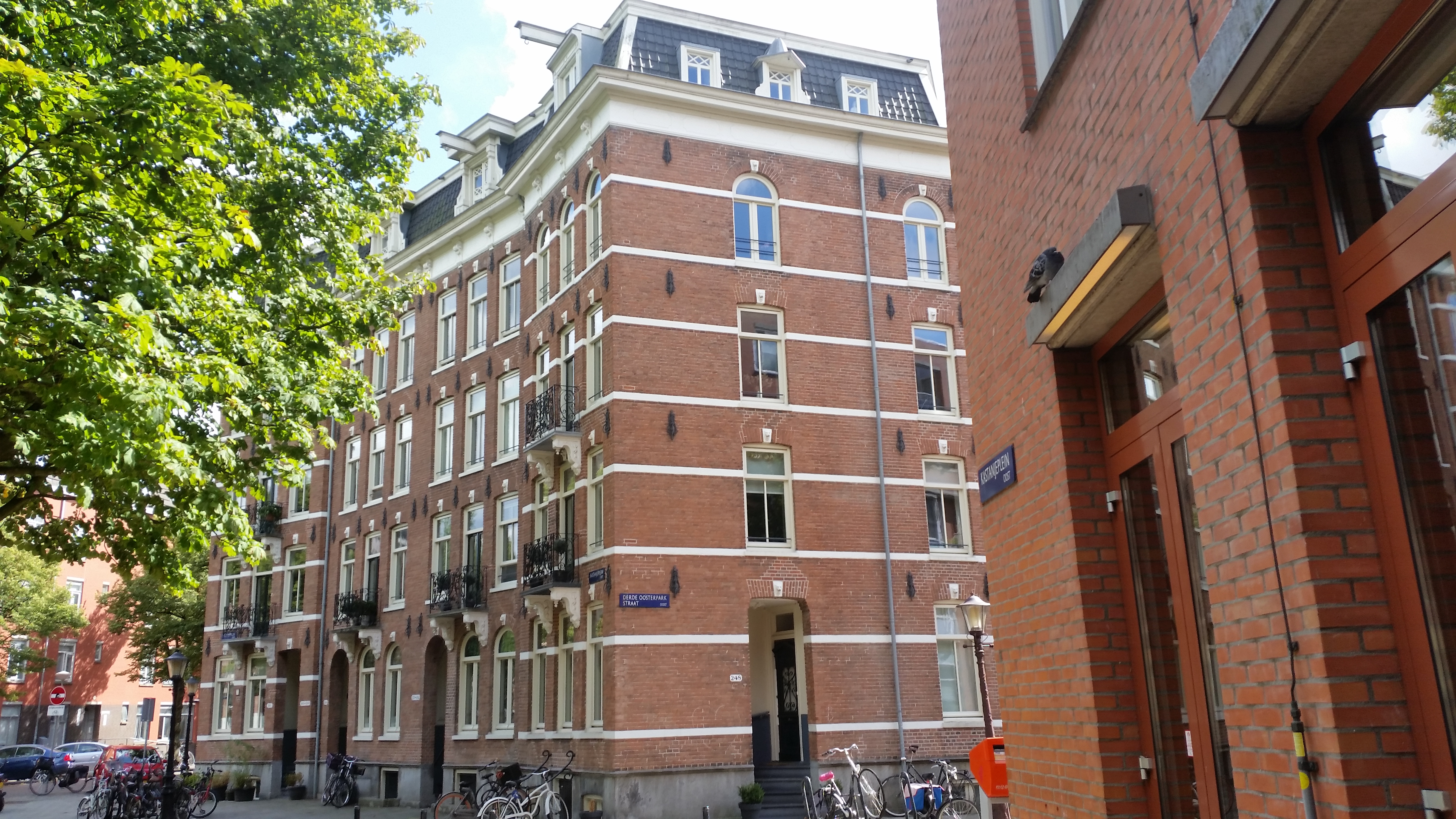
Gemeentelijk monument hoek Kastanjeplein
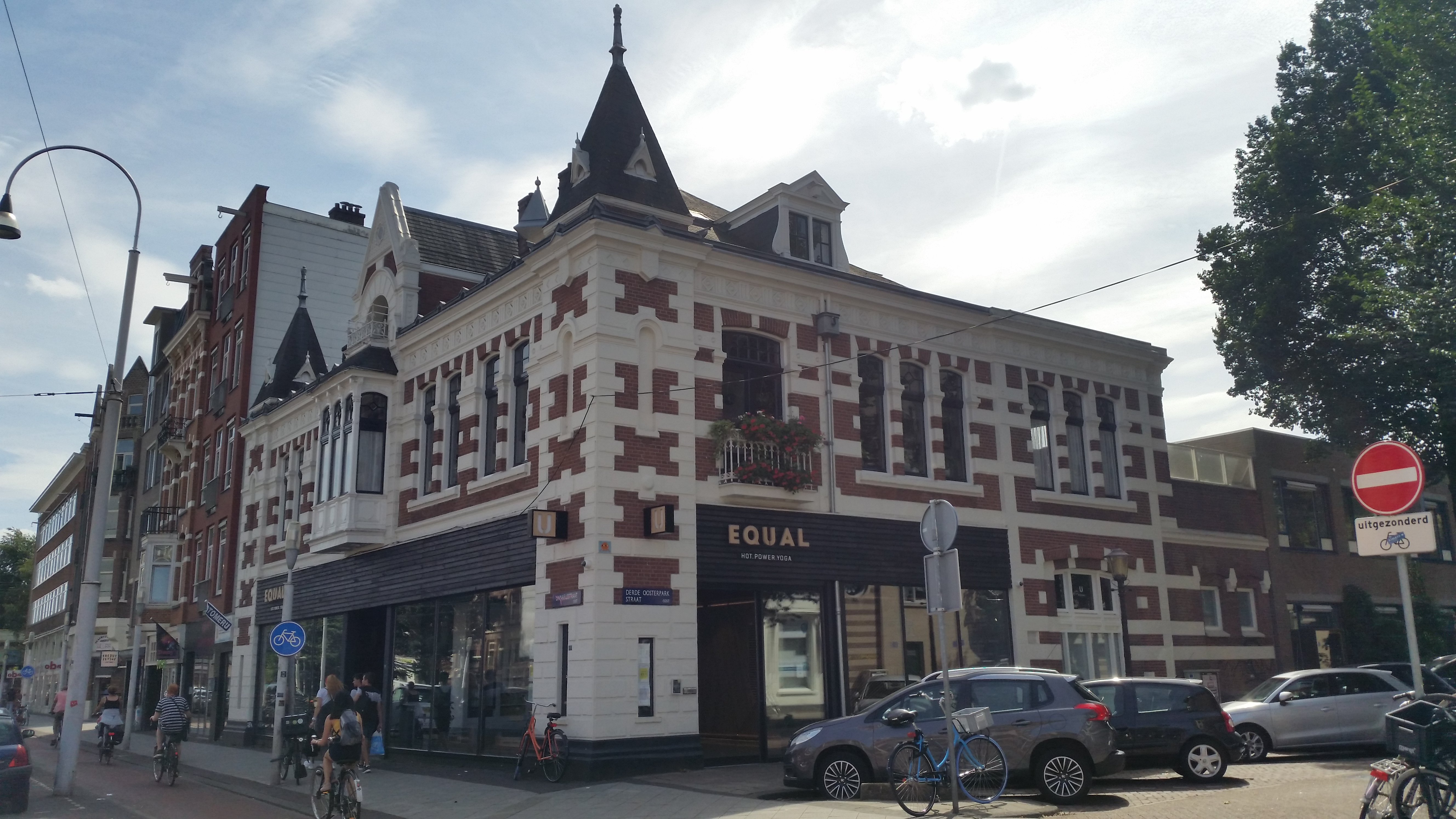
Derde Oosterparkstraat, hoek Linnaeusstraat